# Le Pertuis

Le Pertuis este o comună în departamentul Haute-Loire, Franța. În 2009 avea o populație de 420 de locuitori.